# Susan Anspach
Susan Florence Anspach (New York, 1942. november 23. – Los Angeles, Kalifornia, 2018. április 2.) amerikai színésznő.

## Filmjei

### Mozifilmek
- A háziúr (The Landlord) (1970)
- Öt könnyű darab (Five Easy Pieces) (1970)
- Játszd újra, Sam! (Play It Again, Sam) (1972)
- A szerelmes Blume (Blume in Love) (1973)
- A nagy umbulda (The Big Fix) (1978)
- A nagy futás (Running) (1979)
- Pokolba veled (The Devil and Max Devlin) (1981)
- Gas (1981)
- Montenegro (1981)
- Misunderstood (1984)
- Blue Monkey (1987)
- Heaven and Earth (1987)
- Az ítélő (Into the Fire) (1988)
- The Rutanga Tapes (1989)
- Vörös vér (Blood Red) (1989)
- Back to Back (1989)
- Candle Smoke (1998, rövidfilm)
- American Primitive (2009)
- Inversion (2010)

### Tv-filmek
- The Journey of the Fifth Horse (1966)
- For the Use of the Hall (1975)
- I Want to Keep My Baby! (1976)
- The Secret Life of John Chapman (1976)
- Mad Bull (1977)
- The Last Giraffe (1979)
- Portrait of an Escort (1980)
- The First Time (1982)
- Deadly Encounter (1982)
- Gone Are the Dayes (1984)
- Space (1985)
- Cagney és Lacey: A visszatérés (Cagney & Lacey: The Return) (1994)
- Dancing at the Harvest Moon (2002)

### Tv-sorozatok
- The Nurses (1964–1965, két epizódban)
- The Defenders (1965, egy epizódban)
- The Patty Duke Show (1965 két epizódban)
- Judd for the Defense (1969, egy epizódban)
- Love Story (1973, egy epizódban)
- McMillan & Wife (1976, egy epizódban)
- Rosetti and Ryan (1977, egy epizódban)
- Visions (1980, egy epizódban)
- The Yellow Rose (1983, kilenc epizódban)
- The Hitchhiker (1986, egy epizódban)
- The Slap Maxwell Story (1987–1988, tíz epizódban)
- Empty Nest (1989, egy epizódban)
- Gyilkos sorok (Murder, She Wrote) (1989, egy epizódban)

## További információ
- Susan Anspach a PORT.hu-n (magyarul)
- Susan Anspach az Internetes Szinkronadatbázisban (magyarul)
- Susan Anspach az Internet Movie Database-ben (angolul)
- Susan Anspach a Rotten Tomatoeson (angolul)